# Hiệp định Belovezha
Hiệp định Belovezha (tiếng Nga: Беловежские соглашения, tiếng Belarus: Белавежскае пагадненне, tiếng Ukraina: Біловезькі угоди) là hiệp ước được ký ngày 8 tháng 12 năm 1991 bởi Tổng thống Nga Boris Nikolayevich Yeltsin, Tổng thống Ukraina Leonid Makarovich Kravchuk và Chủ tịch Quốc hội Belarus Stanislav Shushkevich về việc giải thể Liên Xô và thành lập SNG (Cộng đồng các quốc gia độc lập). Hiệp ước được ký tại khu nghỉ dưỡng Viskuli trong Vườn quốc gia Belovezha, Belarus.

## Lịch sử
Cơ sở pháp lý của thỏa thuận này là "Hiệp ước về việc thành lập Liên Xô" được ký năm 1922 và "Đồng minh dựa trên ý chí tự do cộng hòa" tại Điều 72 của Hiến pháp Xô viết năm 1977. Về nguyên tắc, có quyền tự do rút khỏi Liên Xô.
Vào ngày 10 tháng 12 năm 1991, Xô viết Tối cao Ukraina và Xô viết Tối cao Belarus đã phê chuẩn thỏa thuận này. Vào ngày 12, thỏa thuận đã được Xô viết Tối cao Nga chấp thuận.
Việc ký kết thỏa thuận này đã gây ra sự nhầm lẫn trong các nước cộng hòa tham gia ban đầu được lên kế hoạch ký Hiệp ước Liên minh mới. Chủ tịch Đoàn Chủ tịch Tối cao Kazakhstan Nursultan Nazarbayev chỉ trích ban đầu của sự thoả thuận của các nhà lãnh đạo của ba nước: Uzbekistan, Kyrgyzstan, Tajikistan, Turkmenistan và nước cộng hòa Trung Á khác tham gia Cộng đồng các quốc độc lập thái độ tiêu cực. Tuy nhiên, năm nước cộng hòa phụ thuộc về kinh tế vào Nga, và cuối cùng tuyên bố gia nhập CIS vào ngày 13. Vào ngày 21, ngoài Georgia và ba quốc gia vùng Baltic (Estonia, Latvia, Litva), các nhà lãnh đạo của các nước cộng hòa Xô viết khác đã tập trung tại Almaty để gặp gỡ và ký thỏa thuận Almaty.
Mặc dù tổng thống Liên Xô Mikhail Sergeyevich Gorbachyov phản đối việc thành lập CIS, ông đã buộc phải từ chức tổng thống Liên Xô vào ngày 25 vì ông gần như mất hết quyền lực chính trị. Vào ngày 26, Xô Viết Tối cao của Liên Xô đã quyết định giải tán Liên Xô, và Liên Xô chính thức kết thúc sự tồn tại của mình.